# Sdružení paulínských spolupracovníků
Sdružení paulínských spolupracovníků (italsky Associazione dei Cooperatori Paolini) je římskokatolická organizace tvořená dospělými laiky, kteří podporují ideály Paulínské rodiny.
Sdružení založil don Jakub Alberione roku 1917. Členové jsou označováni za paulínské terciáře. Jsou přesvědčeni o tom, že charisma Paulínské rodiny, tedy šíření křesťanských hodnot prostřednictvím moderních médií, je velmi aktuální a naléhavé.